# Merišće
Merišće (olaszul:  Merischie) falu Horvátországban, Isztria megyében. Közigazgatásilag Bujéhoz tartozik.

## Fekvése
Az Isztria északnyugati részén, Umagtól 16 km-re keletre, községközpontjától 6 km-re északkeletre, a Bujština területén, a szlovén határ közelében a Dragonja folyó völgye feletti magaslaton fekszik.

## Története
A 16. és 17. században a tengerpartról és Dalmáciából érkezett földműves családokkal népesítették be. 1797-ben a napóleoni háborúk következtében megszűnt a Velencei Köztársaság és az Isztriával együtt a település is Habsburg uralom alá került. 1805-ben Napóleon a francia fennhatóság alatt álló Illír provincia részévé tette. Napóleon bukása után 1813-ban az egész Isztriával együtt ismét a Habsburg birodalom részévé vált és maradt 1918-ig. 1857-ben 211, 1910-ben 295 lakosa volt.
Az első világháború után a rapallói szerződés értelmében Isztria az Olasz Királysághoz került. 1943-ban az olasz kapitulációt követően német megszállás alá került, mely 1945-ig tartott. A második világháború után a párizsi békeszerződés értelmében Jugoszlávia része lett, de 1954-ig különleges igazgatási területként átmenetileg a Trieszti B zónához tartozott és csak ezután lépett érvénybe a jugoszláv polgári közigazgatás. A település Jugoszlávia felbomlása után 1991-ben a független Horvátország része lett. 1993-ban újraalakították a történelmi Buje községet. 2011-ben 59 lakosa volt. Lakói mezőgazdasággal, ezen belül főként szőlő, olajbogyó és gyümölcstermesztéssel foglalkoznak.

## Nevezetességei
A temetőben áll Keresztelő Szent János tiszteletére szentelt temploma. Egyhajós épület, bejárata előtt loggiával, homlokzata felett kétfülkés nyitott harangtoronnyal, melyben egy harang látható. Bejárata felett egy középkori dombormű van befalazva. A főoltár képe Jézus megkeresztelését ábrázolja, mellékoltárán egy Mária-szobor látható. Mennyezetképén a Lourdes-i jelenés van megfestve.

## Lakosság
| Lakosság változása | Lakosság változása | Lakosság változása | Lakosság változása | Lakosság változása | Lakosság változása | Lakosság változása | Lakosság változása | Lakosság változása | Lakosság változása | Lakosság változása | Lakosság változása | Lakosság változása | Lakosság változása | Lakosság változása | Lakosság változása |
| ------------------ | ------------------ | ------------------ | ------------------ | ------------------ | ------------------ | ------------------ | ------------------ | ------------------ | ------------------ | ------------------ | ------------------ | ------------------ | ------------------ | ------------------ | ------------------ |
| 1857               | 1869               | 1880               | 1890               | 1900               | 1910               | 1921               | 1931               | 1948               | 1953               | 1961               | 1971               | 1981               | 1991               | 2001               | 2011               |
| 211                | 223                | 251                | 247                | 247                | 295                | 540                | 287                | 388                | 242                | 199                | 116                | 100                | 92                 | 101                | 59                 |